# Полосатая кустарница
Полосатая кустарница, или полосатая тимелия (лат. Trochalopteron lineatum), — вид певчих птиц из семейства кустарницевых (Leiothrichidae).

## Описание
Оперение дымчато-серое с желтовато-оливковым оттенком на спине, на темени и спине ржавчатые продольные полосы. Крылья короткие, округлые, хвост длинный, ступенчатый. Рулевые перья со светло-серой каймой.

## Распространение
Полосатая кустарница распространена в Афганистане, Бутане, Китае, Индии, Непале, Пакистане, Узбекистане и Таджикистане.

## Питание
Птица питается преимущественно растительной пищей: семенами, ягодами, мелкими плодами, весной и летом также насекомыми.

## Размножение
Гнездо устраивает в зарослях кустов. В кладке 3—4 голубовато-зелёных яйца.

## Изображения

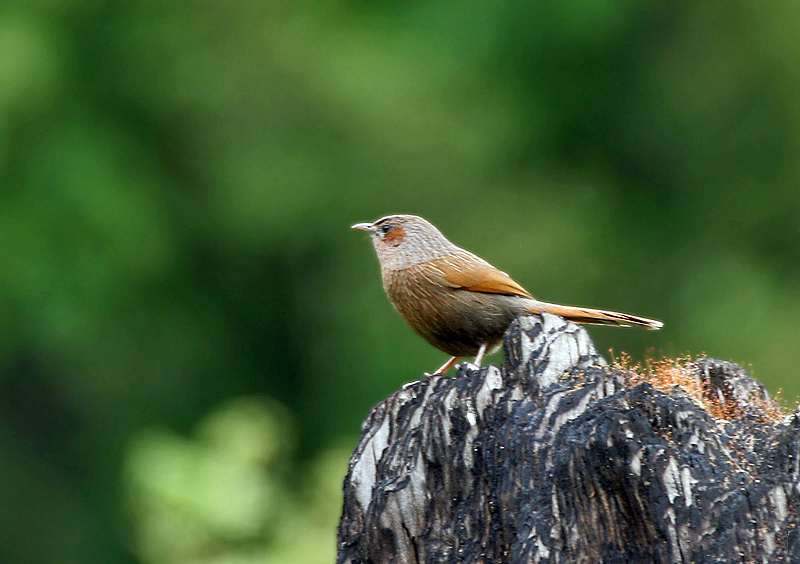
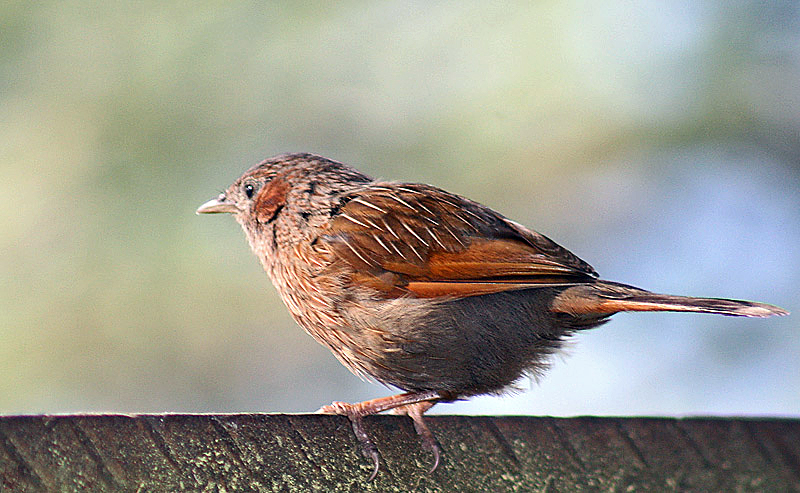
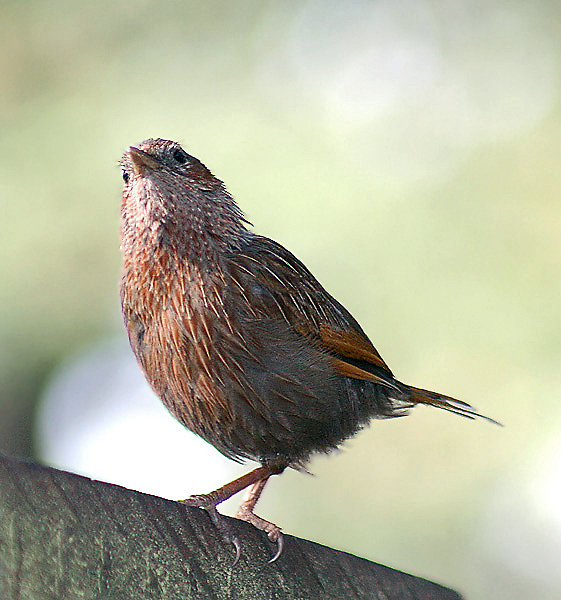
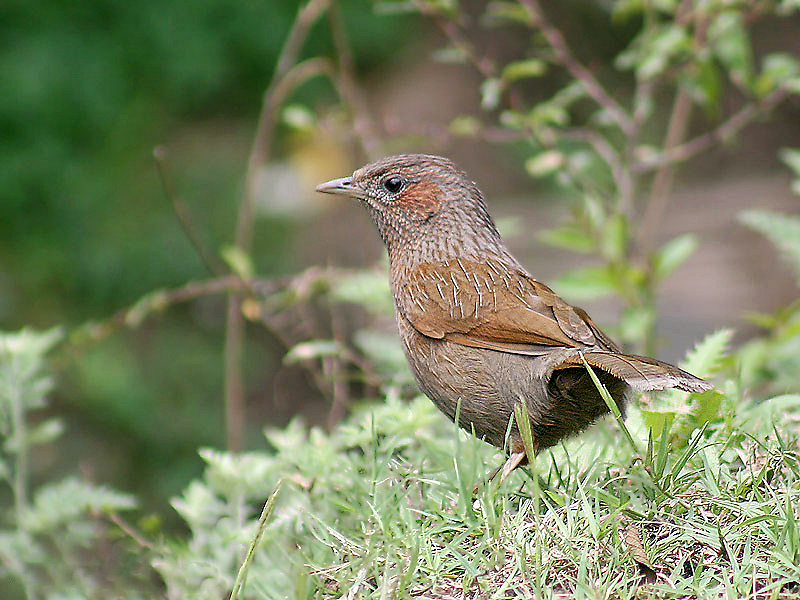
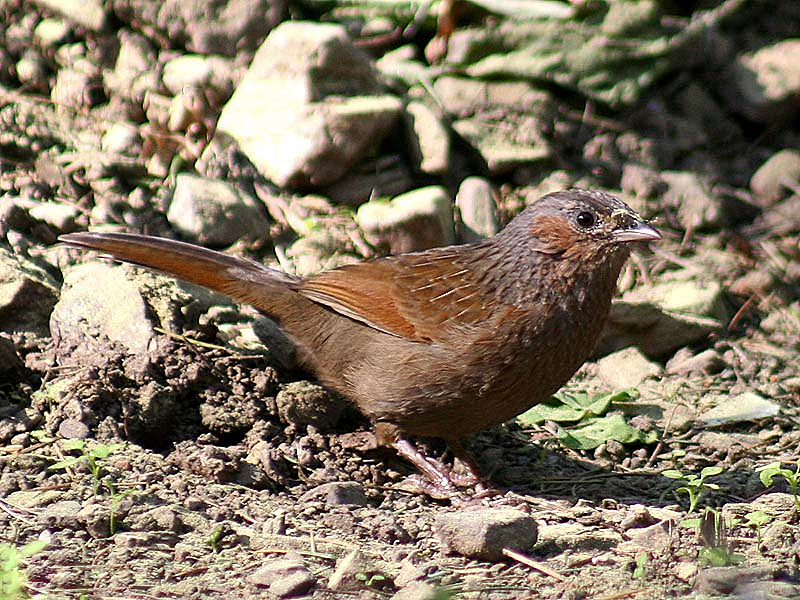